# Hüstener Gewerkschaft
Die Hüstener Gewerkschaft ist ein ehemaliges schwerindustrielles Unternehmen im Sauerland (1839-1966). Der Hauptbetrieb lag in Hüsten (Walzwerk, Koks- und Stahlerzeugung), Tochterbetriebe in Bruchhausen (Stadt Arnsberg) (Walzwerk, Holzverkohlung), Brilon-Wald (Holzverkohlung), Soest (Walzwerk)

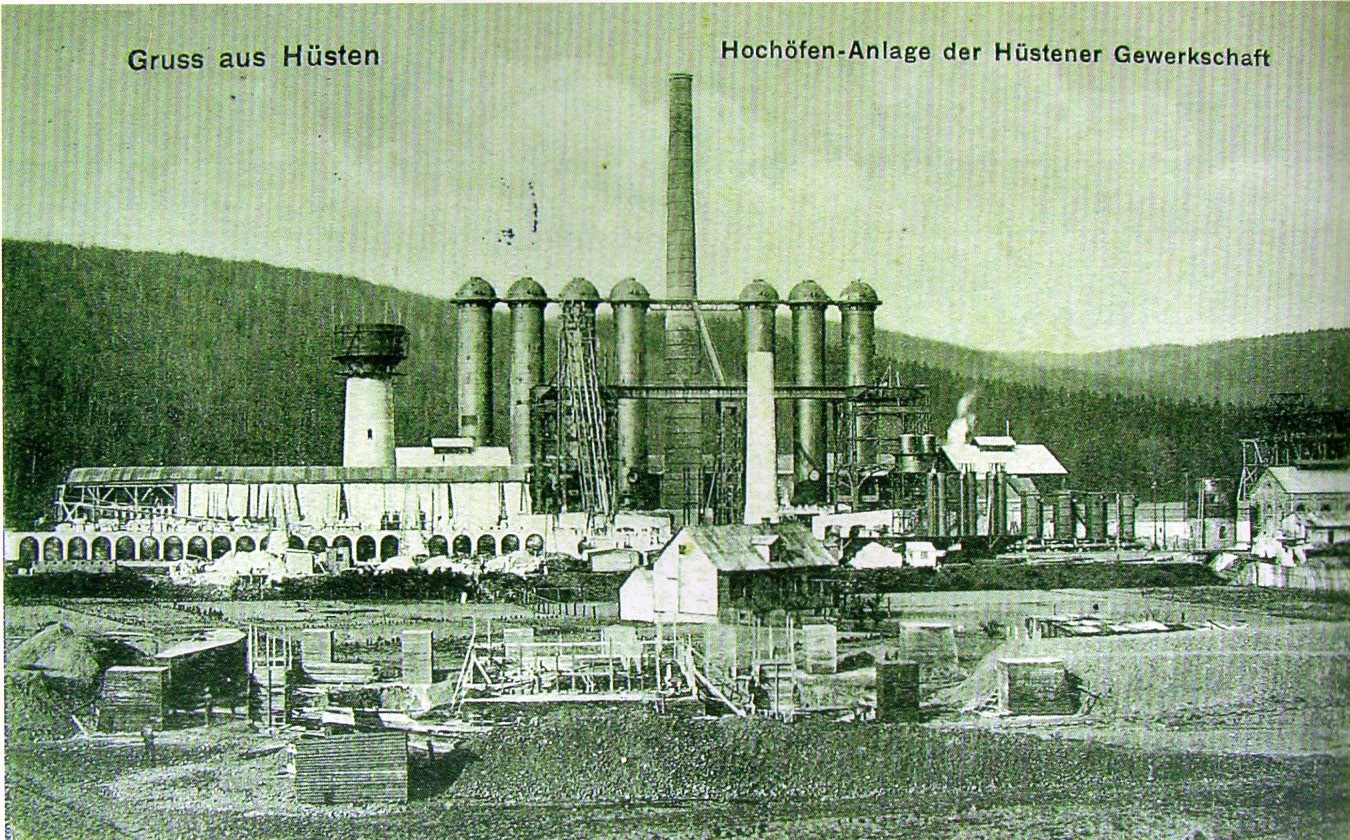
Bau der Hochofenanlage im Jahr 1907. Zu sehen sind unter anderem der Wasserturm, Hochöfen mit Cowpertürmen (der zweite Hochofen und die Kokerei waren noch im Bau), der Bereich der Erzverladung und Schrottpresse, sowie das Gebäude der Ammoniakproduktion. Noch nicht zu sehen ist der Kohleturm

## Geschichte

### Entwicklung im 19. Jahrhundert

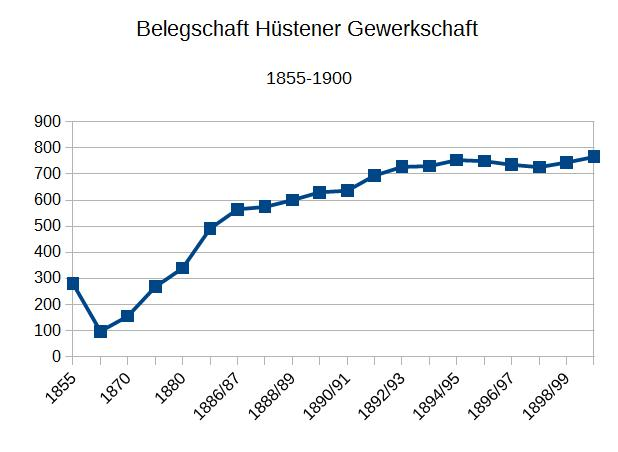
Belegschaft Hüstener Gewerkschaft 1855–1900

Angezogen von ausreichend vorhandener Wasserkraft, einer relativ günstigen verkehrsgeografischen Lage sowie niedrigen Lohnkosten war unter der Firma Joseph Cosack & Co. 1839 ein Puddelwerk entstanden, das sich jedoch nicht lange halten konnte. Die Nachfolgegründung Hüstener Gewerkschaft im Jahr 1846 war wirtschaftlich erfolgreicher.
Beide Gründungen wurden getragen von Unternehmern und Investoren aus der Region und  aus angrenzenden Gebieten (märkisches Sauerland und Ruhrgebiet). Dazu zählten zeitweise oder auf Dauer der Dortmunder Unternehmer Wilhelm Overbeck, die Neheimer Friedrich Wilhelm Brökelmann, Josef Cosack und das Iserlohner Unternehmen Kissing & Möllmann. Die Mehrheit der Anteile hielt seit den 1840er Jahren die Firma von Ferdinand Möllmann. Bis in die 1880er Jahre lag die eigentliche Leitung des Unternehmens in Iserlohn. 
In einer ersten Wachstumsphase wurden dem Puddelwerk ein Walzwerk, ein Hammerwerk, eine Maschinenfabrik und weitere Betriebsteile angegliedert. Zu Beginn beschäftigte das Unternehmen etwa 80 Arbeiter, die Zahl stieg bis 1851 auf 335 Mann an. 
Gegen die Standortvorteile der Industrie im Ruhrgebiet (Nähe der Steinkohlen-Bergwerke) konnte die Hüstener Gewerkschaft Mitte des 19. Jahrhunderts in ihrer bisherigen Form nicht konkurrieren. Die Zahl der Beschäftigten sank von 280 (1855) auf 98 (1863) ab. 
Positiv wirkte sich in den folgenden Jahren nicht zuletzt der Anschluss an die Ruhrtalbahn (1870) aus. Das Mutterwerk wurde ausgebaut, es kamen Tochterbetriebe in Bruchhausen und Brilon-Wald hinzu. Im Jahr 1886 waren bereits 550 und 1895 750 Arbeiter beschäftigt. Im Vergleich mit den inzwischen zu Konzernen angewachsenen Unternehmen im Ruhrgebiet war das zwar eine bescheidene Beschäftigtenzahl, aber auf dem Gebiet des heutigen Hochsauerlandkreises gehörte das Unternehmen zu den größten Betrieben.

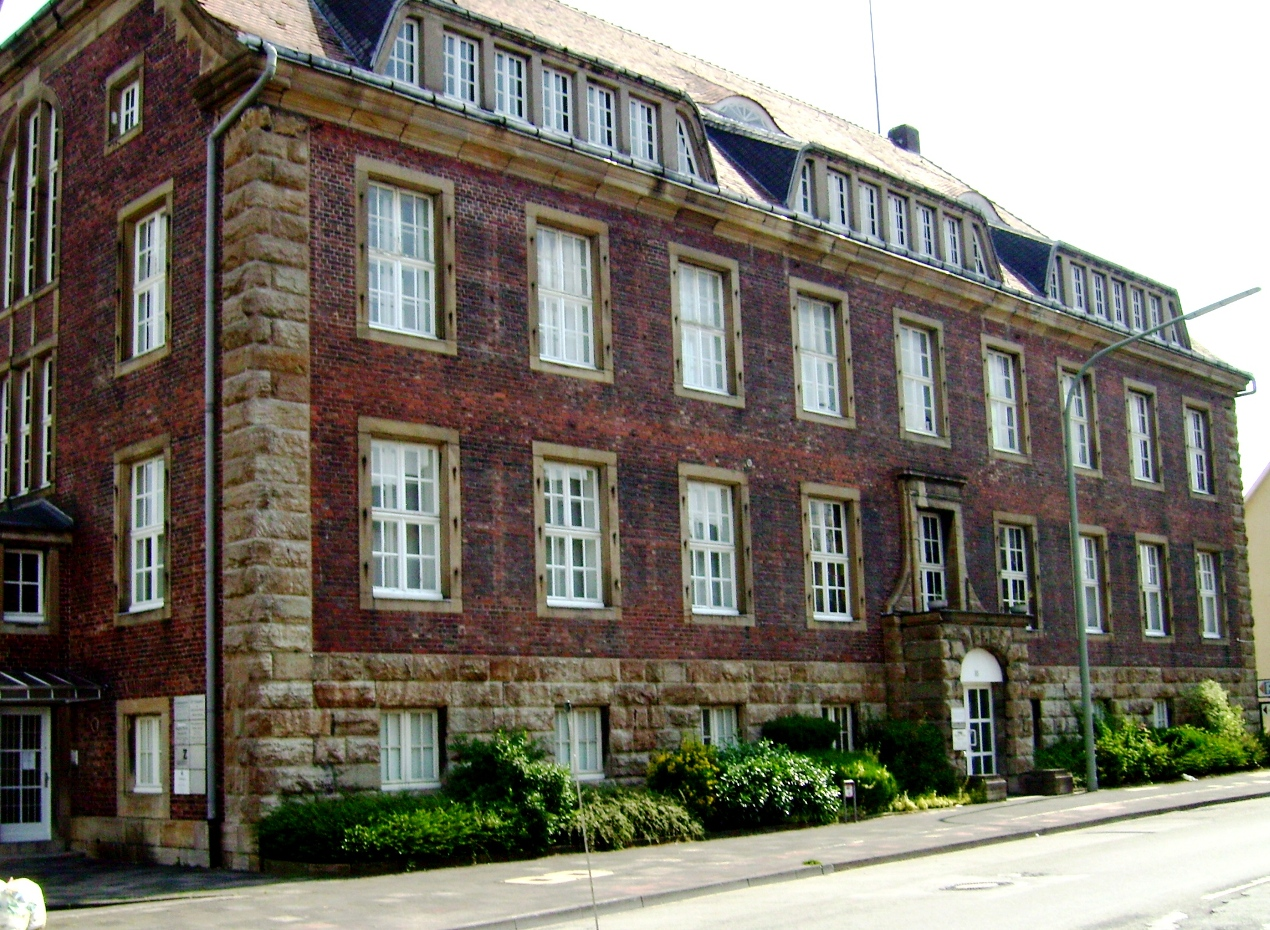
Hüstener Gewerkschaft (ehemaliges Kontorgebäude)

Aus vielfältigen Gründen endete die Wachstumsphase in den 1890er Jahren; die Belegschaftsentwicklung stagnierte.

### Großbetrieblicher Ausbau

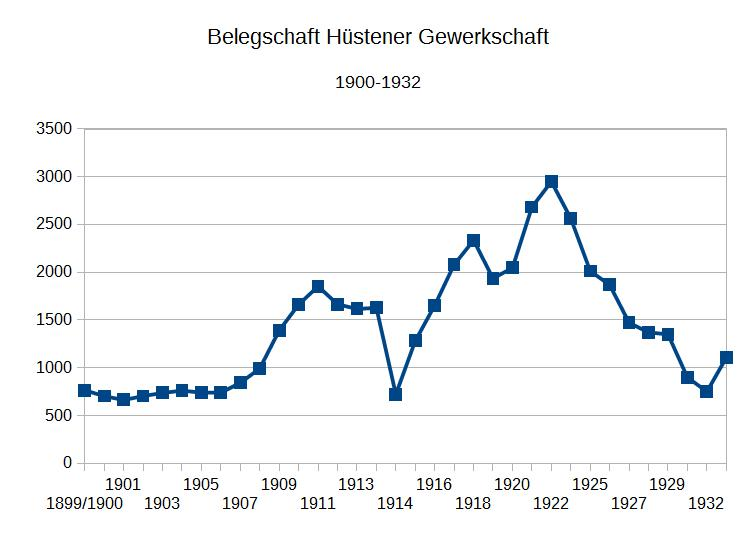
Belegschaft Hüstener Gewerkschaft 1900–1932

Nach der Jahrhundertwende begann ab 1905 eine neue Expansionsphase. Ähnlich wie die Ruhrgebietsunternehmen wurde die Hüstener Gewerkschaft zu einem gemischten montanindustriellen Großbetrieb ausgebaut. Man pachtete im oberen Sauerland Eisengruben, errichtete eine Kokerei, Hochöfen und einen Siemens-Martin-Ofen. Auch das Block- und Blechwalzwerk wurde ausgebaut. Die Belegschaftszahlen stiegen sprunghaft auf 1800 Mann (1911). 
Der Ausbau erwies sich letztlich als Fehlinvestition. Es gab technische und Qualitätsprobleme sowie Überkapazitäten. Hinzu kam der kostspielige Zukauf des Walzwerks Gabriel & Bergenthal in Soest. Das als Aktiengesellschaft geführte Unternehmen war überschuldet und konnte nur mit Mühe saniert werden. Dazu diente u. a. der Verkauf der rentablen chemischen Holzverkohlungbetriebe in Bruchhausen und Brilon-Wald.

### Erster Weltkrieg
Im Ersten Weltkrieg profitierte das Unternehmen von der kriegsbedingten Nachfrage nach Produkten der Montanindustrie. Die Gewinne waren erheblich und die Belegschaftszahlen stiegen erneut an. Allerdings weckte dies auch die Begehrlichkeit einiger Ruhrgebietskonzerne, die bereits vor dem Krieg die meisten Walzwerke im Raum Olpe erworben hatten. Seit 1915 waren auch in Hüsten Verhandlungen der Unternehmensleitung mit Emil Kirdorf von der Gelsenkirchener Bergwerks-AG (GBAG) im Gang. Durch einen Aktientausch ging das Unternehmen 1916 in den Besitz der GBAG über. Seither war das Unternehmen nur noch ein Teilbetrieb in einem der größten deutschen Industriekonglomerate. Bereits in dieser Phase plante der neue Besitzer die Stilllegung nicht profitabler Betriebsteile und die Konzentration auf die Blechproduktion. 

### Weimarer Republik und Ende der Hüttenabteilung
Dazu kam es zunächst freilich nicht. Vielmehr sorgte die Inflationskonjunktur in den ersten Jahren der Weimarer Republik ebenso wie die Einführung der 40-Stunden-Woche für einen erheblichen Anstieg der Belegschaftszahlen. Im Jahr 1922 waren schließlich über 3000 Mann beschäftigt. Nach der Stabilisierung der Währung zeigte sich bald, dass die bisherige Struktur der Hüstener Gewerkschaft kaum noch konkurrenzfähig war. Bereits 1925 wurden 400 Arbeiter entlassen.  
Entscheidend für das Schicksal des Betriebes war allerdings die Fusion der GBAG mit einigen anderen Montanunternehmen zur Vereinigte Stahlwerke AG zu Beginn des Jahres 1926. Damit verbunden waren tiefgreifende Umstrukturierungs- und Rationalisierungsmaßnahmen. Im Zuge dieser Entwicklung wurde die bisherige Betriebsstruktur zerschlagen, zahlreiche Betriebsteile abgebrochen und die Produktion auf die Blechherstellung konzentriert. Damit sank auch die Zahl der Beschäftigten erheblich ab und lag im Jahr 1927 mit 1400 bei weniger als der Hälfte des Jahres 1922.

### Teil der Gruppe Siegerländer Hüttenwerke
Im Jahr 1933 wurde der Betrieb dem Verbund der Siegener Hüttenwerke als Gruppen innerhalb der Vereinigten Stahlwerke angeschlossen. Es kam zum Abbruch von alten oft in Fachwerk errichteten Gebäuden auf dem Hüttengelände. Geplant war der Bau neuer moderner Werkshallen. Der Ausbruch des Zweiten Weltkrieges hat die Umsetzung eines Teils der Pläne verhindert. Zu technischen Modernisierungen kam es 1938 mit dem Bau einer mechanischen Warmwalzstraße. Auch ein neuer Rangierbahnhof und andere Anlagen wurden errichtet. Mit Beginn des Krieges sank die Produktion aus Mangel an Arbeitskräften und Rohstoffen ab. Ähnlich wie im Ersten Weltkrieg wurden die zum Militär eingezogenen Arbeiter durch andere Arbeitskräfte ersetzt. Neben Frauen wurden auch zahlreiche Kriegsgefangene und Zwangsarbeiter beschäftigt. Die produzierten Bleche waren wichtig für die Rüstungsproduktion. Mehrfach wurde das Hüttenwerk Ziel von Bombenangriffen. Der schwerste Angriff erfolgt im März 1945.

### Wiederaufbau und Ende
Der Wiederaufbau erfolgte unmittelbar nach Kriegsende und die Produktion wurde im Oktober 1945 wieder aufgenommen. Die Vereinigten Stahlwerke wurden Anfang der 1950er Jahre zerschlagen. In diesem Zusammenhang wurde aus der Gruppe Hüttenwerke Siegerland die Hüttenwerke Siegerland AG, zu der auch der Standort Hüsten gehörte. Im Jahr 1957 waren 1200 Arbeiter beschäftigt und das Werk in Hüsten produzierte 155.000 t Feinbleche. Die Produktivität blieb allerdings hinter der der Vorkriegszeit zumindest in einigen Bereichen zurück. In einem beschränkten Umfang kam es zu Modernisierungen. Im Zuge des montanindustriellen Strukturwandels wurde der Betrieb zunehmend unprofitabel. Die Zahl der Beschäftigten sank allein zwischen 1962 und 1965 um etwa die Hälfte auf 600 Mann. Im Jahr 1962 wurde Union, AG für Bergbau, Eisen- und Stahl-Industrie Mehrheitsaktionär der Hüttenwerke Siegerland. Die Union schloss sich 1966 mit der Hoesch AG zusammen. Dieser verfügte über genügend Walzwerkapazitäten, so dass das Hüstener Werk nicht mehr benötigt wurde. Der Betrieb wurde nach voraus gegangenen Entlassungswellen am 15. Juli 1966 eingestellt.